# Kotake-Mukaihara (métro de Tokyo)
Kotake-Mukaihara (小竹向原駅, Kotake-Mukaihara-eki) est une station du métro de Tokyo sur les lignes Fukutoshin et Yūrakuchō dans l'arrondissement de Nerima à Tokyo. Elle est exploitée par le Tokyo Metro, ainsi que par la Seibu Railway dont la ligne Seibu Yūrakuchō est interconnectée au métro.

## Situation sur le réseau
La station Kotake-Mukaihara est située au point kilométrique (PK) 8,3 des lignes Yūrakuchō et Fukutoshin, et au PK 2,6 de la ligne Seibu Yūrakuchō.

## Histoire
La station a été inaugurée le 24 juin 1983 sur la ligne Yūrakuchō. La ligne Fukutoshin y arrive le 14 juin 2008.

## Services aux voyageurs

### Accès et accueil
La station est ouverte tous les jours. Elle consiste en 2 quais centraux encadrés par deux voies.
En moyenne, 166 878 voyageurs ont fréquenté quotidiennement la station en 2015.

### Desserte
- Ligne Yūrakuchō :

Plan des voies

  - voies 1 et 2 : direction Shin-Kiba
  - voie 3 : direction Hannō par la ligne Seibu Yūrakuchō
  - voie 4 : direction Wakōshi (interconnexion avec la ligne Tōbu Tōjō pour Shinrinkōen)
- Ligne Fukutoshin :
  - voies 1 et 2 : direction Shibuya (interconnexion avec la ligne Tōkyū Tōyoko pour Yokohama)
  - voie 3 : direction Hannō par la ligne Seibu Yūrakuchō
  - voie 4 : direction Wakōshi (interconnexion avec la ligne Tōbu Tōjō pour Shinrinkōen)

Installations de la station
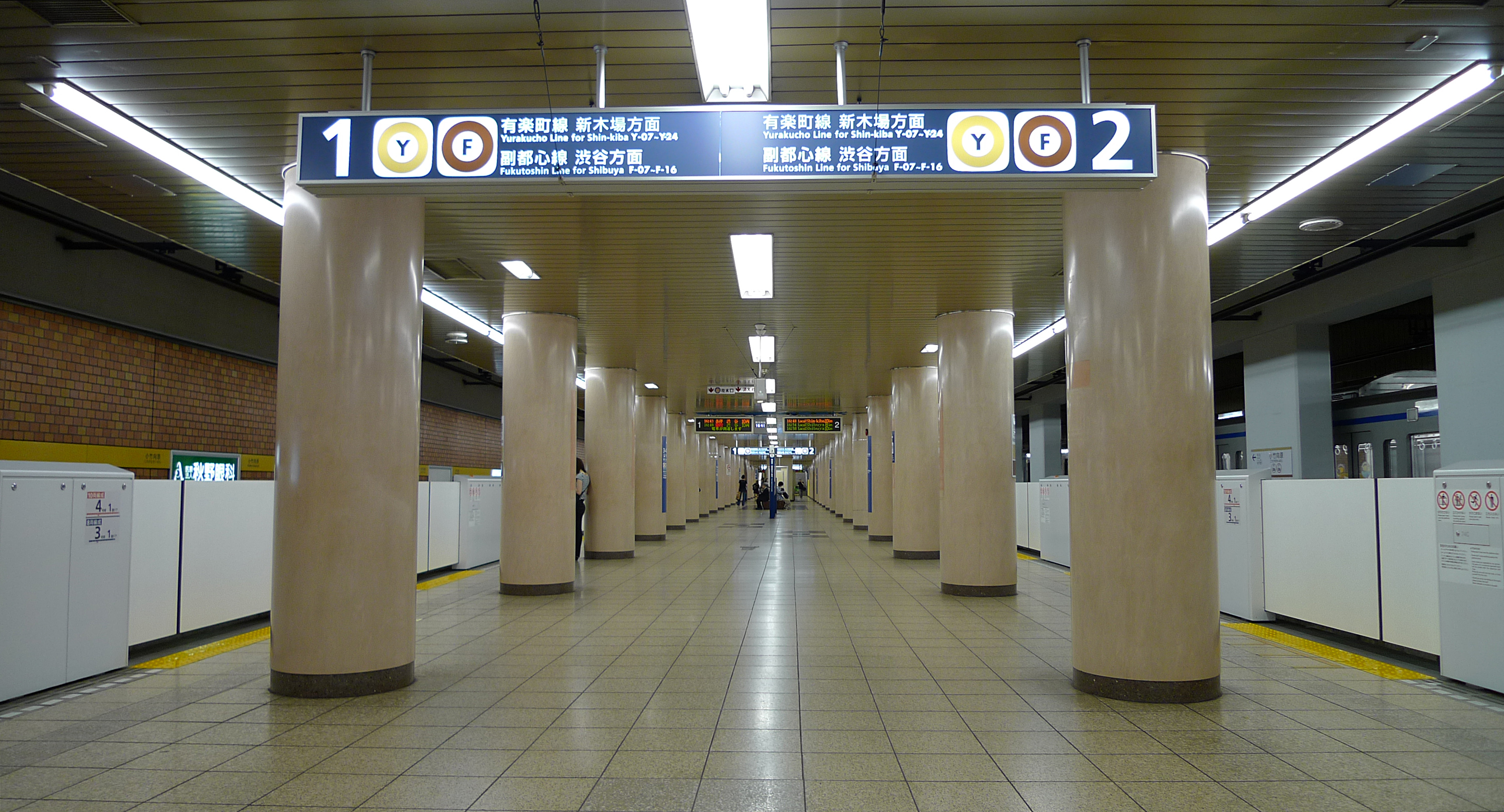
Quai 1-2
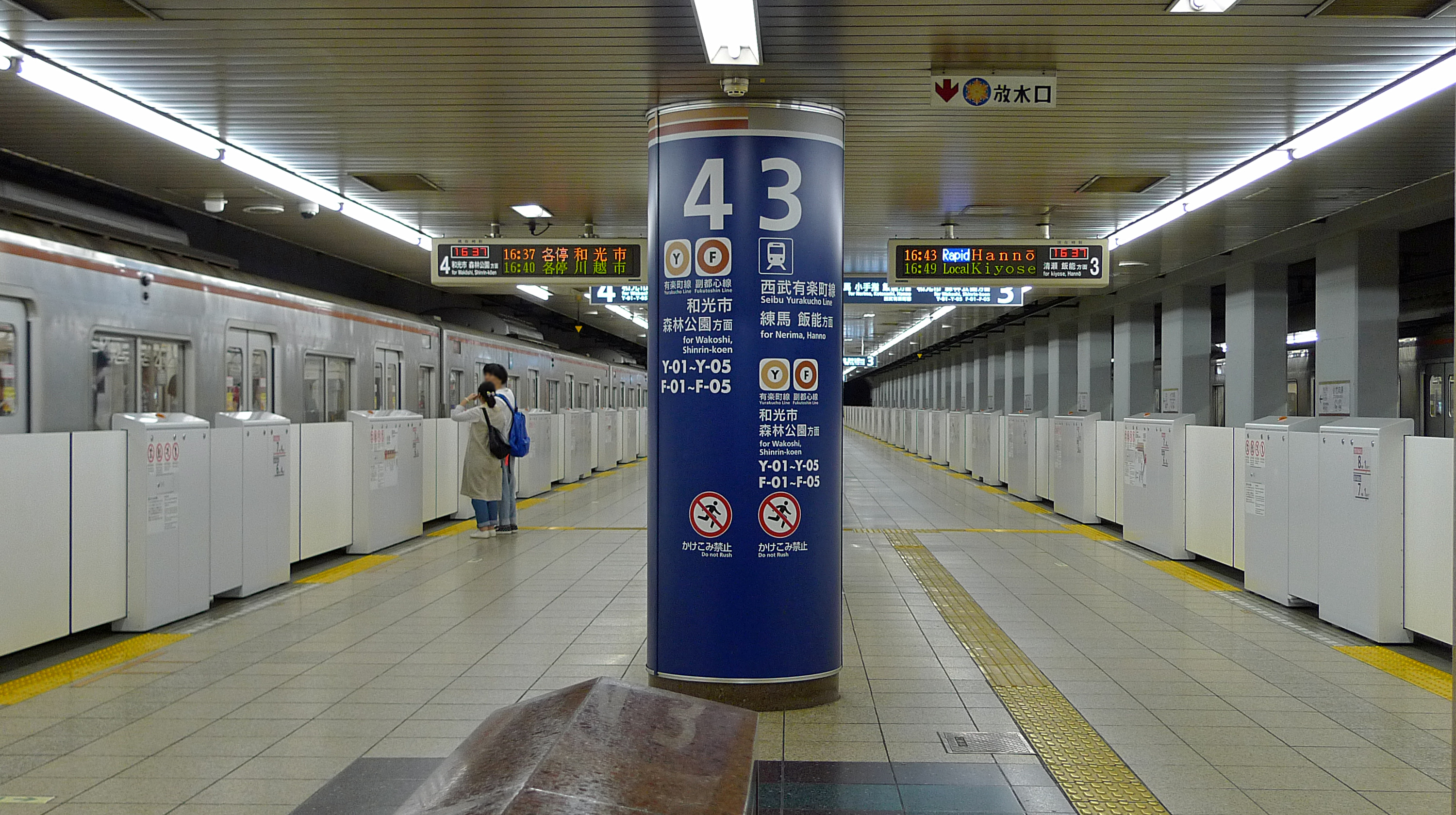
Quai 3-4